# Nagase Ren
Nagase Ren (永瀬廉) (Hán - Việt: Vĩnh Lại Liêm) sinh ngày 23/01/1999 tại Tokyo, Nhật Bản, là một idol, ca sĩ và diễn viên người Nhật Bản. Cậu là thành viên của nhóm nhạc thần tượng King & Prince ra mắt năm 2018.

## Tiểu sử
Nagase Ren, nickname là Naga-chan, Ren-kun, RenRen, sinh tại Tokyo, Nhật Bản, gia đình gồm có bố, mẹ và một em trai. Bố cậu là phi công trực thăng nên từ nhỏ cậu đã phải chuyển nhà rất nhiều nơi. Vì vậy cách nói chuyện của cậu mang ảnh hưởng tiếng địa phương vùng Osaka, nơi mà cậu chuyển đến ở lâu nhất. Môn thể thao yêu thích của cậu là bóng đá và từng chơi từ năm lớp 3 đến năm 2 trường cấp 2, vị trí tiền vệ phòng ngự. 03/04/2011, cậu gia nhập và trở thành Jr. của Johnny's Entertainment theo đề xuất của mẹ. 23/05/2018 cậu ra mắt với tư cách thành viên của King & Prince qua single "Cinderella Girl", bài hát chủ đề cho bộ phim Hana Nochi Hare ~HanaDan Next Season~ do thành viên cùng nhóm là Hirano Sho đóng chính. Cậu lọt top 10 quốc bảo ikemen do Vivi Magazine mở bình chọn 2 lần liên tiếp, cả 2 lần đều đứng ở vị trí #3.
Thần tượng của Nagase Ren là Yamashita Tomohisa và Yamada Ryosuke.

## Danh sách đĩa nhạc

### Đĩa đơn
| Tiêu đề           | Năm  | Chứng nhận        | Doanh số     |
| ----------------- | ---- | ----------------- | ------------ |
| "Cinderella Girl" | 2018 | RIAJ: 3x Platinum | JPN: 709,605 |
| "Memorial"        | 2018 | RIAJ: 2x Platinum | JPN: 493,835 |
| "Kimi wo Matteru" | 2019 |                   | JPN: 419,103 |

### Album
| Tiêu đề         | Năm  | Thông tin                                                                           |
| --------------- | ---- | ----------------------------------------------------------------------------------- |
| "King & Prince" | 2019 | - Phát hành: 19/06/2019 - Label: Johnny's Universe - Format: CD/Blu-ray, CD/DVD, CD |

## Phim truyền hình
- Where Have My Skirts Gone? | Ore no Skirt, Doko Itta? (NTV / 2019) - Shuichi Akechi
- The Knife and the Sword | Nobunaga no Shiifu (TV Asahi / 2013) - Ranmaru Mori

## Phim điện ảnh
- According To Our Butler | Uchi no Shitsuji ga Iu Koto niwa (2019) - Kaei Karasuma
- Ninjani Sanjo! Mirai e no Tatakai (2014) - Kazaha (lúc trẻ)